# Akanfaya
Akanfaya ist ein Stadtviertel von Agadez in Niger.
Akanfaya ist eines der elf historischen Stadtviertel der zum UNESCO-Welterbe zählenden Altstadt von Agadez, in deren Zentrum es liegt. Die angrenzenden Altstadtviertel sind Founé Imé im Nordwesten, Amarewat im Norden, Oumourdan Magass im Osten, Agar Garin Saka im Süden und Hougbéry im Südwesten.
Akanfaya ist nach El Hadji Akanfaya benannt, einem einflussreichen Einwohner, der das Viertel beherrschte. Historisch ist Akanfaya neben Oumourdan Magass und Oumourdan Nafala eines der drei Stadtviertel der Tuareg-Konföderation Kel Owey. Diese Viertel sind durch viele agajir genannte Koppeln für Kamele und durch als guida-n-Baki bezeichnete temporäre Wohnsitze für fremde Nomaden charakterisiert. Die Bevölkerung untersteht dem Gonto von Akanfaya, einem traditionellen Ortsvorsteher, der als Mittelsmann zwischen dem Sultan von Agadez und den Einwohnern auftritt.
Zu den Sehenswürdigkeiten im Stadtviertel zählt der der Palast des Anastafidet, des Anführers der Kel-Owey-Tuareg. Beim jährlichen Volksfest Bianou versammelt sich hier die Jugend der Stadt, um sich einen Wettstreit in Gesängen und Tänzen zu liefern. Auch die alljährliche Feier von Mouloud zu Ehren des Propheten Mohammed wird in Agadez nach einem gleichbleibenden Schema an verschiedenen Orten begangen. Die Fanna-Moschee in Akanfaya ist dabei eine der Moscheen, in der die Feierlichkeiten am Abend des ersten Tages von Mouloud begonnen werden.
Bei der Volkszählung 2012 hatte Akanfaya 476 Einwohner, die in 66 Haushalten lebten. Bei der Volkszählung 2001 betrug die Einwohnerzahl 852 in 136 Haushalten und bei der Volkszählung 1988 belief sich die Einwohnerzahl auf 295 in 54 Haushalten.